# 平安京エイリアン
『平安京エイリアン』（へいあんきょうエイリアン）は、1979年夏に東京大学の理論科学グループ（略称：TSG）が開発した固定画面アクションゲーム。
最初はApple II版として、その後TK-80BS版が作成され、それを基としてPC-8001版、MZ-80K版が続いて開発された。これらは1979年11月の駒場祭で公開された。このうち、TK-80BS版が1980年2月に工学社「I/O」にてプログラムリストとして掲載された。追って1980年4月より「I/O」の「カセット・サービス」にてTK-80BS版と合わせ、それまで未公開であったMZ-80K/C版及びPC-8001版が販売開始となった。
一方、アーケードゲームとしての開発も平行で進められ、1979年10月のアミューズメントマシンショーでの発表、1980年1月には日本の電気音響からアーケードゲームとしてオリジナルより先に稼働開始された。
プレイヤーは検非違使を操り、平安京に侵入したエイリアンを殲滅するという内容。穴を掘り、エイリアンを落とし、埋めるという単純なルールではあるが、それまでの攻めのゲームと違ってプレイヤーが敵に対して行うことは「待ち」であり、非常に戦術的な要素を持っていた。また当時は東大生が開発したゲームということが各メディアで取り上げられ、話題となった。

## 対応機種

### アーケード版
1979年10月、アミューズメントマシンショーで発表。
1980年1月、電気音響からリリースされた。テーブル筐体の定価は59万円であった。
べっこう飴ボタンは廃止され、検非違使（プレイヤー）が3人の設定となった。

### TK-80BS版
1979年夏、最初に作成されたApple II版を基として作成された。
1980年2月号、工学社「I/O」にプログラムリストが掲載された。
1980年4月号より工学社「I/O」紙上の「カセット・サービス」にて通信販売でのパッケージ販売が開始された。
べっこう飴ボタンが存在する。

### PC-8001版、MZ-80K/C版
1980年4月号より工学社「I/O」紙上の「カセット・サービス」にて通信販売でのパッケージ販売が開始された。
1981年3月、工学社「マイコンゲームの本1」（1981年3月）にプログラムリストが掲載された。
べっこう飴ボタンは廃止され、検非違使（プレイヤー）が3人の設定となった。

## ゲーム内容

### 基本ルール
プレイヤーの分身である検非違使を、碁盤目状の通路上で操作し、穴を掘って敵であるエイリアンを埋めていく。
通路は縦横方向のみで構成されており、幅はどこでも1マス。必ずしも碁盤目のように張り巡らされているわけではなく、L字型や行き止まりになる部分も存在する。検非違使もエイリアンも通路の外に出ることはできない。
検非違使は直接的な攻撃手段を持たず、可能なのは「穴を掘る」「穴を埋める」行為のみである。対応するボタンを押すと、検非違使の進行方向に向かって穴を掘る。穴はボタンを押すごとに最大5段階まで拡張され、最大の大きさになったときのみ、エイリアンを穴に落とすことができる。検非違使は穴を作ったらその上を通ることはできない。エイリアンが段階に関わらず穴の上を通ると、その穴は消滅してしまう。
エイリアンは穴に落ちただけでは撃退できず、埋める行為をして通路の状態に戻したときに初めて撃退できる。穴を埋める行為も5段階に分かれている。エイリアンは穴に落ちてから一定時間経過すると這い上がって通路上に復活し、穴も消えてしまう。また、通路上の他のエイリアンと穴の中のエイリアンが接触すると、時間経過に関わらず一瞬で穴から救出されてしまう。完全に埋められたあとのエイリアンは復活できない。
検非違使がエイリアンに接触するとミスになり、残機が減る。再開時のエイリアンの数は、ミス直前の数になる。
以上のルールの上で、すべてのエイリアンを撃退するとステージクリアとなる。

### システム
2人プレイでは「1人ずつの交互プレイ」及び「2人で同時（協力）プレイ」があり、前者をPart1、後者をPart2として選択できる。
穴に落ちたエイリアンを埋めると得点になり、落としてから埋めるまでの間が短いほど高得点になる。エイリアンは面が進むたびに4匹、6匹、8匹と増加し、一定時間で穴から脱出するほか、仲間のエイリアンが接触すれば助けられる。1ラウンドで一定時間が経過するとエイリアンが16匹に増殖し、事実上のタイムアウトになる。エイリアンに噛まれるとミスとなるが、その際には検非違使が昇天するという演出がある。
ハイスコアを出すと、この頃から定着しつつあったネームエントリーが可能になる。文字の選択方法はただカーソルを動かすのでなく、検非違使を動かして文字のある道を通過するという、凝った演出になっている。

### テクニック
エリアは格子状の路地であるため、これを応用したさまざまなテクニックが生まれた。これらは当初、マイコン雑誌「I/O」に掲載される程度のメディア露出しかなかったため、マイコン少年の間でしか話題にならなかったが、すがやみつるの漫画『ゲームセンターあらし』に取り上げられたことで（漫画にも「I/O」からの出典が明記されている）、よく知られる存在となった。
隠居掘り
自分の直前と直後に穴を掘って、不意打ちされる死角を無くしたもの。ただしエイリアンが2匹以上で来ると、最初のエイリアンが穴に落ちても次のエイリアンが助けるために逃げ道が無く、特にエイリアンが多い局面では食われる危険性が高い。
アキバ掘り
十字路の中央に位置し、四方向の次の十字路に穴を掘るもの。形がJR秋葉原駅に似ていることからこう呼ばれる。隠居掘りよりエイリアンが穴に落ちやすいために初心者向けだが、逃げ道がない欠点は隠居掘りと同じ。
長野掘り
丁字路をエイリアンが動く場合、プログラム上はエイリアンが直線区間を動く確率が高いため、残った一方へエイリアンが曲がってこない（掘り上がる前にエイリアンが穴を埋めてしまっても、検非違使のいる一方側にやって来ない）確率が低いことに賭け、検非違使を一方側に置きながら丁字路の交差点に穴を掘るもの。長野県出身のTSG会員が編み出したことから命名された。
心臓掘り
迫り来るエイリアンを前にタイミングを計算しながら穴を掘るもの。心臓に悪い技なのでこの名がある。
伊藤掘り
エイリアンが穴に落ちた直後に埋めればいいが、しばらく経ってから埋め始めると得点が低かったり、時間が経って這い出したエイリアンに食われる危険性がある。そこで落ちた穴の隣に新しい穴を掘り、這い出したエイリアンが新しい穴に落ちたら即座に埋めるもの。東大TSGの伊藤が編み出したことから命名された。『あらし』では、あらしが教わってもいないのにこの技を使ったことで敵が驚くシーンがあり、そのシーンでこれらのテクニックが説明されていた。
イゲタ掘り
一区画に存在する十字路4つ×隣接する2方向＝計8方向に穴を掘り、完成した形がイゲタ（#）状に見えるのでこの名がある。隠居掘りやアキバ掘りと違ってエイリアンが進入しても逃げ道があり、伊藤掘りもしやすい（この位置でエイリアンが穴から這い出しても、絶対同じ方向に進む）という二大長所を持つため、アーケード版では最も多用されるテクニック。ただしイゲタ掘りだけは「I/O」初出時には収録されておらず（したがって『あらし』でも紹介されていない）、別冊「マイコンゲームの本1」に再録された時にこの名がついたため、この名だけはあまり広まらなかった。

## 移植版
1980年にLSIゲームとして発売された。1990年にゲームボーイ、1995年にスーパーファミコン、1999年にWindowsに移植された。また、2001年には携帯電話ゲームとして各種携帯電話キャリアにて配信された他、2003年にはリメイク版として『平安京エイリアンDX』がiアプリにて配信された。また2017年にはSteam配信による新規移植のWindows版として『平安京エイリアン for Windows』がリリースされている。
| No. | タイトル                                         | 発売日                  | 対応機種                     | 開発元             | 発売元         | メディア                          | 型式               | 備考                           |
| --- | ------------------------------------------------ | ----------------------- | ---------------------------- | ------------------ | -------------- | --------------------------------- | ------------------ | ------------------------------ |
| 1   | 平安京エイリアン                                 | 1980年                  | LSIゲーム                    | 学研               | 学研           | 内蔵ゲーム                        | -                  |                                |
| 2   | エイリアン                                       | 1981年                  | VIC-1001                     | ハル研究所         | コモドール     | 64キロビットロムカセット          | VIC-1906           |                                |
| 3   | 平安京エイリアン                                 | 1990年1月14日 1990年4月 | ゲームボーイ                 | ライブプランニング | メルダック     | 256キロビットロムカセット         | DMG-HAA DMG-HA-USA | リメイク版                     |
| 4   | ニチブツアーケードクラシックス2 平安京エイリアン | 1995年12月15日          | スーパーファミコン           | 日本物産           | 日本物産       | ロムカセット                      | SHVC-AAEJ          | リメイク版                     |
| 5   | 平安京エイリアン                                 | 1999年9月2日            | Windows                      | ハイパーウェア     | ハイパーウェア | ダウンロード                      | -                  | アーケード版の移植             |
| 6   | 平安京エイリアン                                 | 2001年1月26日           | mova503i （iアプリ）         | ジー・モード       | ジー・モード   | ダウンロード （GET!!プチアプリ）  | -                  | アーケード版の移植             |
| 7   | 平安京エイリアン ツメカエ用                      | 2001年3月26日           | iアプリ                      | ジー・モード       | ジー・モード   | ダウンロード （GET!!プチアプリ）  | -                  | アーケード版の移植             |
| 8   | 平安京エイリアン                                 | 2001年6月               | J-SH07 （Javaアプリ）        | ジー・モード       | ジー・モード   | ダウンロード （ゲームマーケット） | -                  | アーケード版の移植             |
| 9   | 平安京エイリアン                                 | 2001年10月16日          | ezplus                       | ジー・モード       | ジー・モード   | ダウンロード (GameFinder)         | -                  | アーケード版の移植             |
| 10  | 平安京エイリアンDX                               | 2003年11月17日          | mova505iシリーズ （iアプリ） | ジー・モード       | ジー・モード   | ダウンロード （GET!!プチアプリ）  | -                  | リメイク版                     |
| 11  | 平安京エイリアン for Windows                     | 2017年10月13日          | Windows                      | マインドウェア     | マインドウェア | ダウンロード (Steam)              | -                  | リメイク版、アレンジモードあり |

LSIゲーム版
1980年発売。LSIゲームではあるが、雰囲気はオリジナルに忠実。
VIC-1001版
コントローラが1ボタンなので、ボタンを押しながら上で掘る、下で埋めるになっている。
ゲームボーイ版
1990年1月14日発売。アーケード版オリジナルモードである「OLD」バージョンと、リメイク版である「NEW」バージョンの2本を収録。NEWバージョンでは、グラフィックの強化、BGMの追加、プレイヤーの操作性の向上と新たな敵キャラクターやトラップの追加が行われている。2台のゲームボーイとソフト、通信ケーブルがあれば2人プレイが可能で、「OLD」では2人協力プレイ、「NEW」では2人対戦モードで遊ぶことができる。また、2台のゲームボーイを接続して遊ぶ対戦モードでは、2台から別々の音が出て演奏する「MMSS＝マルチ・マトリックス・サウンド・システム」が採用されている。これは、2台のゲームボーイがそれぞれ別々のロック調のメロディでセッション（絡み合い）し、ある部分ではソロの競い合い、ある別パートではハーモニーを奏でるといった、ゲームボーイ初の試みとして盛り込まれたものである。コーヒーブレイクデモでは検非違使とエイリアンのダンスが見られる。開発を行ったメルダック／ライブプランニングは、ゲームボーイに新規参入した三菱電機系のソフト会社で、開発スタッフはアーケードゲーム・メーカー出身者が中心でゲーム作りのノウハウを持ち合わせていたといわれる。開発に関わった中潟憲雄の妻の兄が『平安京エイリアン』の開発者であったため、アーケード版のオリジナルプログラムが提供され、参照したうえで移植された。また、話題作りのため、発売前年の11月に京都まで出向いて『平安京エイリアン』のためのお祓いの儀式まで行われた。
スーパーファミコン版
1995年12月15日発売。『ニチブツアーケードクラシックス2』というタイトルで発売。アーケード版オリジナルモードと、スーパーファミコンの性能に合せたグラフィックのリニューアル版やVSモードを収録。ニチブツにライセンスがあったので移植することができた。
Windows版
1999年9月2日発売。発売はハイパーウェア。現在フリーウェア版が配信されているほか、ダイソーの「ザ・ゲームシリーズ」の25番目のタイトルとして100円でも販売されている。
携帯電話用アプリ版
平安京エイリアン
2001年1月26日配信。iモード、Jスカイ（後のYahoo!ケータイ）、EZwebで配信の携帯電話用アプリ版。アーケード版に準じた移植だが、当時の携帯電話の画面サイズと解像度の仕様に合わせて移植したため、道路が縮小されているなど変更点がある。
平安京エイリアンDX
2003年11月17日配信。iモード用ゲームサイト「Get!! プチアプリ」で505i専用の携帯電話用のアプリケーションとして配信。グラフィックやゲームシステムが現代向けにアレンジされたリニューアル作品。
Windows版 (Steam配信)
2017年10月13日配信。開発・販売はマインドウェア。アーケード版を再現したモード以外にも、「平安京エイリアン3671」をはじめとするアレンジモードが複数収録されている。

## 開発
1979年、週刊朝日の「デキゴトロジー」という人気コラムで、大学サークルが開発したビデオゲームを紹介するシリーズがあった。東工大のゲームが紹介され、次に東大が取材された。記者はまず東大マイコンクラブ（TSGとは別の団体）に行ったが、同サークルが見せたゲームは記者が想定するレベルを満たしていなかった。そこでTSGに取材を申し入れたが、TSGは当時ゲームについて何も取り組んでいなかった。
急遽、学生会館ロビーでアイディア出しを行い、河上達（ソニー → 俯瞰工学研究所）が平安京エイリアンのアイディアを出した。取材時にはアイディアの説明をおこない、これが週刊朝日に掲載された。しかしこの時点では紙の上のアイディアだけで、プログラムにはなっていなかった。その後サークルのメンバーがApple II、言語はBASICでプログラムを作り上げると記事を見たナムコ（後のバンダイナムコエンターテインメント）、セガ、そして電気音響（村田製作所により買収）の3社からオファーが入り、具体的な商品化案を持ってきた電気音響から翌年発売された。開発にあたったTSGのメンバーは荒川隆志、田畑光敏、河上達、武重有正（本ゲーム開発後、株式会社ハイパーウェア設立、武重本家酒造）、島田啓一郎（ソニー）達である。
当初のアイデアは、「マンションのリビングにゴキブリが這い回っているところに、ごきぶりホイホイを仕掛けて退治する」というものだったという。ただし、それだとプレイヤーの自由度が大きすぎるので、フィールドを碁盤の目とし、当時は映画『エイリアン』が封切り直後だったためにメンバーから「どうしてもエイリアンを出したい」という意見があり、ゴキブリをエイリアンに、ごきぶりホイホイを落とし穴に変更。フィールドも碁盤の目のような町ということで、いくつか名前が挙がった中から平安京となり、ゲームの大枠が固まった。
パソコン版の開発当時は「口裂け女」が流行っており、エイリアン回避策として「口裂け女」のべっこう飴に関する俗説を基にした「べっこう飴ボタン」が設けられた。べっこう飴ボタンはエイリアンに飴をあげるボタンで、エイリアンと接触したときにタイミングよくボタンを押すとエイリアンが飴を舐めてしばらく動かなくなるのでその間に逃げられるという効果があった。べっこう飴は3個まで使え残機の代わりを成していた。ところが当時のアーケードゲームの機材は1レバー3ボタンという構成に対応していなかったため、アーケード版では「べっこう飴ボタン」は削除され、他のゲーム同様に「3回死んだらゲームオーバー」という条件に変更された。
アーケード版の移植を担当した電気音響は東京大田区に本社があった、音響部品やアーケードゲームを製造していた企業だった。1982年9月、村田製作所が電気音響株式会社の55%の株式を取得し、傘下におさめた。1989年4月には村田製作所に吸収合併され、消滅した。本作の権利はアーケード版の移植の際に電気音響が買い取ったため、村田製作所に吸収合併された後はしばらく権利が宙づり状態になっていたが、その後、武重有正が経営するハイパーウェアという企業に権利が移管された。なお、電気音響の次回作『ダンシングクイーン』にTSGは関係していない。CPUはZ80、アーケードゲーム基板はセガ（後のセガ・インタラクティブ）『ヘッドオン』（1979年）のコピー品を使用している。ただし元々の基板がコピー品ゆえ容易にコピーが可能で、結果として実際に世の中に出回った基板の大半は、「コピー品のコピー品」とでも言うべき他社製の基板となってしまった。そのため、電気音響製の純正品は現存数が少ない。

## 評価
アーケード版
1998年にそれまで発売されていたアーケードゲームすべてを対象に行われたゲーメスト読者の人気投票によるゲーメストムック『ザ・ベストゲーム2』では、一見単純ではあるが「考えさせる何かがあった」、「敵をトラップに引き込むゲームの先駆けである」などと指摘した他、「なんとも言えない緊張感とプレッシャーがあるゲームだった」と肯定的に評価した。
ゲームボーイ版
ゲーム誌『ファミコン通信』の「クロスレビュー」では、合計22点となっている。
ゲーム誌『ファミリーコンピュータMagazine』の読者投票による「ゲーム通信簿」での評価は以下の通り16.26点（満30点）となっている。
| 項目 | キャラクタ | 音楽 | 操作性 | 熱中度 | お買得度 | オリジナリティ | 総合  |
| 得点 | 2.68       | 2.67 | 2.81   | 2.66   | 2.66     | 2.78           | 16.26 |

## 関連作品

### アーケードゲーム
スペシャルデュアル改造によるコピーゲーム
壁の色がオリジナルは緑だが、スペシャルデュアル改造は水色と黄色が存在する。
背景の青いコピーゲーム
こちらはスペシャルデュアルの筐体は使われていなかった。壁は水色、つまり背景色と併せて青の濃淡になっている。
タイトー版
ライセンス生産かコピーゲームかは不明。筐体やインストラクションカードもタイトー式で当作専用のものが作られた。サウンドも『ヘッドオン』のものを多数使用している。壁は水色。穴が8個までしか掘れない制限があった。
タイムエイリアン - 豊栄産業（後のバンプレスト）
エイリアンの速度が最初から最速（ただし穴掘りや穴埋めの時処理落ちする）、掘りかけの穴にエイリアンが来た時にオリジナルでは穴が埋まってしまうが、このゲームはそのまま残る、サウンドが全て異なる（例えば最初にエイリアンが出現する時など、オリジナルは1匹ずつだが、このゲームは2匹ずつサウンドが繰りかえされる）、壁は黄色など、ゲーム内容にある程度アレンジが行なわれた唯一の作品。
Digger -  セガ・グレムリン
アメリカへの輸出用で、ゲーム名の意味は「穴掘り屋」（『ディグダグ』と同語源である）。基本ルールは同じだが、画面や敵などが作り直されており、フォントなどは『ヘッドオン』と同じ。
スペースパニック - ユニバーサル（後のユニバーサルエンターテインメント）
当作の視点を真上から真横に表現したもので、プレイヤーが上の穴から下の階に飛び降りることができたり、敵を埋める際に縦一列に穴が開いていればまとめて倒すこともできる。
また、チュンソフトの中村光一はアマチェア時代、このスペースパニックをPC-8001に移植して「I/O」に投稿し、「ALIEN Part2」の名で掲載されたため、彼のアマチェア投稿出世作となった。
キッドのホレホレ大作戦 - 日本物産
1987年に発売された類似システムのゲーム。当時日本物産に在籍していた藤原茂樹がハドソンのボンバーマン（FC版）に影響されて開発した。フィールド内の宝箱を全部集めると出現する鍵を取り、扉から脱出するとステージクリアーとなる。

### 家庭用ゲーム機
ブービーキッズ - 日本物産
1987年7月10日発売。アーケード版『キッドのホレホレ大作戦』をファミリーコンピュータに移植した作品である。グラフィック、サウンド、登場キャラクターなどはほぼ同じだが、ステージ構成が大幅に異なり、古代から未来へ順に進んで行くなど、ゲームシステムは家庭用向けに改編されている。
ドラえもん 迷宮大作戦 - ハドソン
1989年10月31日発売。PCエンジンで発売されたリメイク版。前述の『キッドのホレホレ大作戦』のキャラクターをドラえもんに変更したアレンジ移植版。グラフィック、サウンド、登場キャラクターなどがドラえもん関連に変更されており、それに合わせた新規のデモ画面なども追加された。簡単なパスワードでステージ途中でセーブも可能。なお、海外版の『CRATER MAZE』は『ホレホレ大作戦』に準じた仕様で移植されている。
NEO平安京エイリアン - コロンバスサークル
2017年9月7日発売。ファミリーコンピュータならびにFC互換機向けに発売されたリメイク版で、パソコン版も同時収録されている。
プロデュースは中潟憲雄、ドット絵は小野浩、パッケージイラストは篠崎雄一郎と、元ナムコの開発者が主軸となり開発。また作曲に川田宏行、TECHNOuchi、増子津可燦、細江慎治、塩田信之、BUN、東海林弘憲、ヨナオケイシが参加している。
なお、この作品は任天堂社のライセンス製品ではないため、純正のファミコンやツインファミコン等では正常に動作しない場合があるほか、他社のFC互換機による動作保証はしていない。
2021年2月16日より、プロジェクトEGGにて配信開始。